# Trượt băng tốc độ cự ly ngắn tại Thế vận hội Mùa đông 2018 - 500 mét nam
Nội dung 500 mét nam của môn trượt băng tốc độ cự ly ngắn tại Thế vận hội Mùa đông 2018 diễn ra vào ngày 20 và 22 tháng 2 năm 2018 tại Gangneung Ice Arena ở Gangneung, Hàn Quốc. Wu Dajing của Trung Quốc thiết lập kỷ lục Olympic ở vòng loại và 2 kỷ lục thế giới (ở tứ kết và chung kết) để đoạt huy chương vàng.

## Kỷ lục
Trước giải đấu, các kỷ lục thế giới và Olympic như sau.
| Kỷ lục thế giới | J. R. Celski (Hoa Kỳ) | 39.937 | Calgary, Canada   | 21 tháng 10 năm 2012 |
| Kỷ lục Olympic  | Charles Hamelin (CAN) | 40.770 | Vancouver, Canada | 26 tháng 2 năm 2010  |

Ba kỷ lục Olympic và hai kỷ lục thế giới được thiết lập tại kỳ Thế vận hội lần này.
| Ngày       | Vòng        | Tên       | Quốc gia   | Thời gian | Kỷ lục | Nguồn |
| ---------- | ----------- | --------- | ---------- | --------- | ------ | ----- |
| 20 tháng 2 | Vòng 1      | Wu Dajing | Trung Quốc | 40.264    | OR     | [ 3 ] |
| 22 tháng 2 | Tứ kết 2    | Wu Dajing | Trung Quốc | 39.800    | WR, OR | [ 4 ] |
| 22 tháng 2 | Chung kết A | Wu Dajing | Trung Quốc | 39.584    | WR, OR | [ 5 ] |

## Kết quả

### Vòng loại
Q – lọt vào tứ kết
ADV – đi tiếp
PEN – bị phạt
| Hạng | Nhóm | Tên                    | Quốc gia                     | Thời gian | Ghi chú |
| ---- | ---- | ---------------------- | ---------------------------- | --------- | ------- |
| 1    | 1    | Wu Dajing              | Trung Quốc                   | 40.264    | Q, OR   |
| 2    | 1    | Bartosz Konopko        | Ba Lan                       | 41.039    | Q       |
| 3    | 1    | Andy Jung              | Úc                           | 1:03.137  |         |
| 4    | 1    | Thibaut Fauconnet      | Pháp                         | 1:04.756  |         |
|      | 1    | Aaron Tran             | Hoa Kỳ                       |           | PEN     |
| 1    | 2    | Samuel Girard          | Canada                       | 40.493    | Q       |
| 2    | 2    | Roberts Zvejnieks      | Latvia                       | 40.563    | Q       |
| 3    | 2    | Yuri Confortola        | Ý                            | 40.869    |         |
| 4    | 2    | Vladislav Bykanov      | Israel                       | 47.177    |         |
| 1    | 3    | Seo Yi-ra              | Hàn Quốc                     | 40.438    | Q       |
| 2    | 3    | Dylan Hoogerwerf       | Hà Lan                       | 40.657    | Q       |
| 3    | 3    | Sébastien Lepape       | Pháp                         | 40.900    |         |
| 4    | 3    | Viktor Knoch           | Hungary                      | 1:06.040  |         |
| 1    | 4    | Lim Hyo-jun            | Hàn Quốc                     | 40.418    | Q       |
| 2    | 4    | Daan Breeuwsma         | Hà Lan                       | 40.806    | Q       |
| 3    | 4    | Denis Nikisha          | Kazakhstan                   | 41.436    | ADV     |
|      | 4    | Charles Hamelin        | Canada                       |           | PEN     |
| 1    | 5    | Ren Ziwei              | Trung Quốc                   | 40.294    | Q       |
| 2    | 5    | Aleksandr Shulginov    | Vận động viên Olympic từ Nga | 40.585    | Q       |
| 3    | 5    | Nurbergen Zhumagaziyev | Kazakhstan                   | 40.748    | ADV     |
|      | 5    | Sjinkie Knegt          | Hà Lan                       |           | PEN     |
| 1    | 6    | Shaoang Liu            | Hungary                      | 40.526    | Q       |
| 2    | 6    | Ryosuke Sakazume       | Nhật Bản                     | 40.658    | Q       |
| 3    | 6    | Abzal Azhgaliyev       | Kazakhstan                   | 43.388    | ADV     |
|      | 6    | Pavel Sitnikov         | Vận động viên Olympic từ Nga |           | PEN     |
| 1    | 7    | Hwang Dae-heon         | Hàn Quốc                     | 40.758    | Q       |
| 2    | 7    | Keita Watanabe         | Nhật Bản                     | 41.678    | Q       |
| 3    | 7    | Thomas Hong            | Hoa Kỳ                       | 43.096    |         |
|      | 7    | Jong Kwang-bom         | CHDCND Triều Tiên            |           | PEN     |
| 1    | 8    | Shaolin Sándor Liu     | Hungary                      | 40.650    | Q       |
| 2    | 8    | Han Tianyu             | Trung Quốc                   | 40.744    | Q       |
| 3    | 8    | Semion Elistratov      | Vận động viên Olympic từ Nga | 40.829    |         |
| 4    | 8    | John-Henry Krueger     | Hoa Kỳ                       | 41.008    |         |

### Tứ kết
Q – lọt vào bán kết
ADV – đi tiếp
PEN – bị phạt
| Hạng | Nhóm | Tên                    | Quốc gia                     | Thời gian | Ghi chú   |
| ---- | ---- | ---------------------- | ---------------------------- | --------- | --------- |
| 1    | 1    | Ren Ziwei              | Trung Quốc                   | 40.032    | Q         |
| 2    | 1    | Shaolin Sándor Liu     | Hungary                      | 40.471    | Q         |
| 3    | 1    | Denis Nikisha          | Kazakhstan                   | 40.806    |           |
| 4    | 1    | Aleksandr Shulginov    | Vận động viên Olympic từ Nga | 54.498    |           |
| 5    | 1    | Bartosz Konopko        | Ba Lan                       | 1:10.996  |           |
| 1    | 2    | Wu Dajing              | Trung Quốc                   | 39.800    | Q, WR, OR |
| 2    | 2    | Hwang Dae-heon         | Hàn Quốc                     | 40.861    | Q         |
| 3    | 2    | Roberts Zvejnieks      | Latvia                       | 40.904    |           |
| 4    | 2    | Keita Watanabe         | Nhật Bản                     | 41.354    |           |
| 5    | 2    | Nurbergen Zhumagaziyev | Kazakhstan                   | DNF       |           |
| 1    | 3    | Samuel Girard          | Canada                       | 40.477    | Q         |
| 2    | 3    | Ryosuke Sakazume       | Nhật Bản                     | 40.563    | Q         |
| 3    | 3    | Han Tianyu             | Trung Quốc                   | 1:14.891  |           |
| 4    | 3    | Seo Yi-ra              | Hàn Quốc                     | 1:17.779  |           |
| 1    | 4    | Lim Hyo-jun            | Hàn Quốc                     | 40.400    | Q         |
| 2    | 4    | Daan Breeuwsma         | Hà Lan                       | 40.677    | Q         |
| 3    | 4    | Dylan Hoogerwerf       | Hà Lan                       | 41.007    |           |
| 4    | 4    | Abzal Azhgaliyev       | Kazakhstan                   | 41.616    | ADV       |
|      | 4    | Shaoang Liu            | Hungary                      |           | PEN       |

### Bán kết
QA – lọt vào Chung kết A
QB – lọt vào Chung kết B
| Hạng | Nhóm | Tên                | Quốc gia   | Thời gian | Ghi chú |
| ---- | ---- | ------------------ | ---------- | --------- | ------- |
| 1    | 1    | Wu Dajing          | Trung Quốc | 40.087    | QA      |
| 2    | 1    | Samuel Girard      | Canada     | 40.185    | QA      |
| 3    | 1    | Shaolin Sándor Liu | Hungary    | 40.399    | QB      |
| 4    | 1    | Daan Breeuwsma     | Hà Lan     | 40.775    | QB      |
| 5    | 1    | Abzal Azhgaliyev   | Kazakhstan | 40.835    |         |
| 1    | 2    | Hwang Dae-heon     | Hàn Quốc   | 40.108    | QA      |
| 2    | 2    | Lim Hyo-jun        | Hàn Quốc   | 40.132    | QA      |
| 3    | 2    | Ren Ziwei          | Trung Quốc | 40.418    | QB      |
| 4    | 2    | Ryosuke Sakazume   | Nhật Bản   | 40.434    | QB      |

### Chung kết B
| Hạng | Tên                | Quốc gia   | Thời gian | Ghi chú |
| ---- | ------------------ | ---------- | --------- | ------- |
| 5    | Shaolin Sándor Liu | Hungary    | 40.651    |         |
| 6    | Ren Ziwei          | Trung Quốc | 40.694    |         |
| 7    | Daan Breeuwsma     | Hà Lan     | 40.835    |         |
| 8    | Ryosuke Sakazume   | Nhật Bản   | 40.985    |         |

### Chung kết A
The final was held on 22 tháng 2 năm 2018 at 20:15.
| Hạng | Tên            | Quốc gia   | Thời gian | Ghi chú |
| ---- | -------------- | ---------- | --------- | ------- |
| 1    | Wu Dajing      | Trung Quốc | 39.584    | WR, OR  |
| 2    | Hwang Dae-heon | Hàn Quốc   | 39.854    |         |
| 3    | Lim Hyo-jun    | Hàn Quốc   | 39.919    |         |
| 4    | Samuel Girard  | Canada     | 39.987    |         |